# Дуглас, Джордж, 4-й граф Ангус
Джордж Дуглас (ок. 1429 — 12 марта 1463) — крупный шотландский аристократ и военачальник, 4-й граф Ангус. Известен как «Великий граф Ангус». Первый лидер ветви «Рыжих Дугласов».

## Биография
Второй сын Уильяма Дугласа (ок. 1398 — 1437), 2-го графа Ангуса, и Маргарет Хэй из Йестера (1410—1484).
В 1446 году после смерти своего старшего бездетного брата Джеймса Дугласа, 3-го графа Ангуса (1437—1446), Джордж Дуглас унаследовал титул.
Графы Дугласы были старшей ветвью Дугласов и представляли линию «Чёрных Дугласов», а графы Ангусы — вторую линию «Рыжих Дугласов». Обе ветви происходили от Уильяма Дугласа, 4-го лорда Дугласа. Графы Ангусы находились в более тесной связи с королевской династией Стюартов, чем их родственники графы Дугласы. Джордж Дуглас, 1-й граф Ангус был женат на Марии Шотландской, дочери короля Шотландии Роберта III Стюарта.
В июне 1448 года Джордж Дуглас, граф Ангус, участвовал вместе со своими родственниками, Уильямом Дугласом, 8-м графом Дугласом, и Хью Дугласом, графом Ормондом, в разорительном походе на приграничные английские земли. Шотландцы разграбили и сожгли окрестности Алника. Этот поход был ответом на нападение англичан на шотландские владения. На востоке Генрих Перси, граф Нортумберленд, и сэр Роберт Огли, губернатор Берика, осадили и сожгли замок Данбара, а Ричард Невилл, граф Солсбери, опустошил Дамфрис на западе. В июле шотландцы захватили замок Уоркуэрт и разгромили графа Нортумберленда в битве при Сарке.
В 1449 году Джордж Дуглас, 4-й граф Ангус, был назначен лордом-хранителем пограничных марок на границе с Англией. В 1451 году возглавлял шотландское посольство в Англию.
В 1452 году король Шотландии Яков II Стюарт, враждовавший с Чёрными Дугласами, в замке Стерлинг лично умертвил 8-го графа Дугласа. Чёрные Дугласы подняли восстание против королевской власти. В мятеже приняли участие Джеймс Дуглас, 9-й граф Дуглас, Арчибальд Дуглас, граф Морей, Хью Дуглас, граф Ормонд, и Джон Дуглас, лорд Балвени.
Во время мятежа «Чёрных Дугласов» Джордж Дуглас, 4-й граф Ангус, сохранил верность королю Якову II. Весной 1455 года в чине главнокомандующего он принял участие в походе королевской армии против Дугласов. Королевские войска заняли часть владений графа Дугласа и сожгли несколько его замков. Джеймс Дуглас, 9-й граф Дуглас и глава рода Чёрных Дугласов, бежал в Англию, рассчитывая получить помощь со стороны английского короля Генриха VI. Его братья остались в Шотландии и продолжили восстание.
В мае 1455 года в битве при Аркингольме Джордж Дуглас, граф Ангус, во главе королевской армии разгромил войско Чёрных Дугласов под командованием Арчибальда Дугласа, графа Морея. Граф Морей был убит, граф Ормонд был взят в плен, а лорд Балвени бежал в Англию. Король Яков II приказал конфисковать все владения «Чёрных Дугласов». После разгрома Чёрных Дугласов Джордж Дуглас, граф Ангус и глава Рыжих Дугласов, значительно расширил свои владения, которые были подтверждены королевской грамотой от 1457 года.
В июле 1460 года граф Ангус сопровождал короля Якова в осаде английской крепости Роксбург. Король решил поддержать Ланкастеров в гражданской войне с Йорками. Роксбургский замок удерживали йоркисты. Шотландская армия осадили замок. Вскоре к королю Якову присоединилась его супруга, королева Мария Гелдернская, которая решила вдохновить энтузиазм среди шотландцев. 3 августа 1460 года во время салюта в честь королевы осколок разорвавшейся пушки убил короля. Граф Ангус, постоянный спутник короля, был ранен. Несмотря на ранение, граф Ангус возглавил шотландскую армию и после недельной осады взял штурмом замок Роксбург.
10 августа 1460 года Джордж Дуглас, граф Ангус, присутствовал на коронации малолетнего Якова III в аббатстве Келсо. Во время торжественной церемонии граф Ангус возложил корону на голову 9-летнего короля. В начале правления Якова III Джордж Дуглас, граф Ангус, приобрел ещё большее могущество, сохранил контроль над восточной и средней пограничными марками, и был назначен лейтенантом королевой-регентшей Марией Гелдернской.
В 1462 году Джордж Дуглас участвовал в переговорах со свергнутым английским королём Генрихом VI об оказании ему военной помощи в противостоянии с Йорками. В случае своего возвращения на королевский престол Генрих обещал Джорджу Дугласу герцогский титул и земельные владения в Англии. Дважды, в 1449 и 1459 годах, граф Ангус назначался комиссаром для переговоров с Англией.
12 марта 1463 года Джордж Дуглас, 4-й гарф Ангус, скончался в Абернети.

## Семья и дети
Был женат на Изабелле Сиббальд, дочери сэра Джона Сиббальда из Балгони. Их дети:
- Арчибальд Дуглас (1449—1513), 5-й граф Ангус (1463—1513)
- Джон Дуглас
- Анна Дуглас, жена Уильяма Грэхэма (1464—1513), 3-го лорда Грэхэма (1471—1513)
- Изабелла Дуглас, жена сэра Алексанра Рамсея
- Елизавета Дуглас, муж — сэр Роберт Грэхэм из Финтри
- Маргарита Дуглас, муж — сэр Дункан Кэмпбелл из Гленори
- Джанет Дуглас, 1-й муж — Дункан Скотт из Баклю, 2-й муж Джордж Лесли (ок. 1417—1490), 1-й граф Рот
- Эгидия Дуглас
- Алиса Дуглас